# Wolfgang Gaede
Wolfgang Max Paul Gaede (* 25. Mai 1878 in Lehe; † 24. Juni 1945 in München) war ein deutscher Physiker und Pionier der Vakuumtechnik.

## Leben

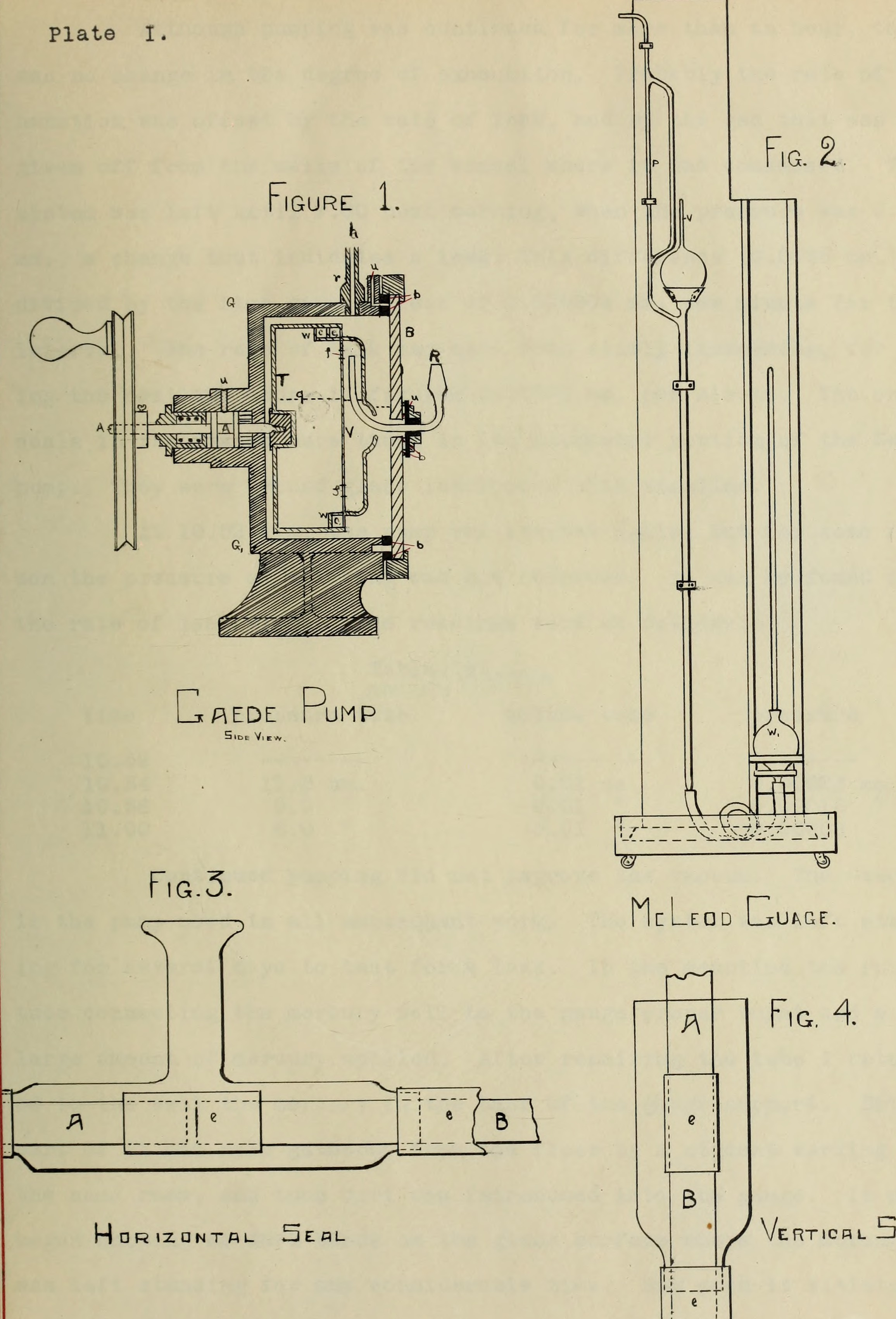
Skizze einer Gaedepumpe.

Gaede war der Sohn des preußischen Obersts Karl Gaede und der Amalia geb. Renf. Sein jüngerer Bruder Kurt Gaede (1886–1975) wurde Professor für Architektur. Er begann 1897 an der Albert-Ludwigs-Universität Freiburg ein Medizinstudium, wechselte jedoch bald zur Physik, wo er 1901 zum Dr. phil.
promoviert wurde. Anschließende Forschungen über den Voltaeffekt im Vakuum blieben jedoch erfolglos, da das mit der damaligen Pumpentechnik zu erreichende Vakuum für die Untersuchungen nicht ausreichte. Dies war der Anlass für Gaede, sich näher mit der Vakuumtechnik zu befassen. Er erfand die rotierende Quecksilberpumpe für Hochvakuum, welche er 1905 auf einem Kongress in Meran seinen Wissenschaftskollegen vorstellte. 1909 habilitierte er sich in Freiburg.
1913 erhielt er an der Albert-Ludwigs-Universität eine Professorenstelle. In den folgenden sechs Jahren erfand er dort die Molekularpumpe und eine Quecksilber-Diffusionspumpe. 1919 wechselte Gaede als Professor für Experimentalphysik an die Technische Hochschule Karlsruhe, wo er auf folgenden Forschungsgebieten tätig war:
- Vakuumtechnik
- Funk- und Nachrichtentechnik
- Verfahren zur Gewinnung von reinem Wasserstoff und Quecksilber
- Erforschung von Blitzschutzeinrichtungen
- Bewegung von Flüssigkeiten in einem rotierenden Hohlring

1933/34 wurde Gaede von zwei Mitarbeitern bei der Gestapo denunziert, die Nationalsozialisten als „Kindsköpfe“ bezeichnet zu haben. Er musste daraufhin in den Ruhestand gehen, obwohl sich alle Vorwürfe als nichtig erwiesen. Trotz dieses Zwischenfalls wurde ihm 1934 der Werner-von-Siemens-Ring von 1933 verliehen. Auch auf internationaler Ebene erhielt er in den folgenden Jahren verschiedene Auszeichnungen.
Ein Beratervertrag von 1906 bis zum Tod mit der Firma E. Leybold's Nachfolger in Köln ermöglichte ihm, in seinem Privatlabor zunächst in Karlsruhe, später in München weiter zu forschen. Unter anderem erfand er das Gasballast-Prinzip. Gaede war Inhaber von fast 40 Patenten in Deutschland, dazu zahlreiche im Ausland. Der Ruf, nach Kriegsende an die Universität in Karlsruhe zurückzukehren, erreichte Gaede nicht mehr.
Die GAEDE-Stiftung verleiht jährlich an junge Nachwuchswissenschaftler den dotierten Gaede-Preis für Arbeiten auf dem Gebiet der vakuumgestützten Wissenschaften. Das der Stiftung angeschlossene Gaede-Archiv verwaltet seinen Nachlass. Es befindet sich am Firmensitz der aus E. Leybold's Nachfolger hervorgegangenen Leybold GmbH in Köln und ist nach Anmeldung für jedermann zugänglich.

## Ehrungen
- Ehrenmitglied der Deutschen Gesellschaft für Technische Physik
- Wahl in die Deutsche Akademie der Naturforscher Leopoldina
- Goldene Elliot-Cresson-Medaille des Franklin Institute in Philadelphia
- Duddel-Medaille der Physical Society of London
- Wolfgang-Gaede-Hörsaal des KIT (Karlsruher Institut für Technologie)[3]
- Wolfgang-Gaede-Straße auf dem Universitätsgelände in Karlsruhe (1993)
- Gaedestraße in Köln, neben dem Firmengelände der Leybold Vacuum GmbH
- Gaede-Stiftung, gestiftet von Dr. Manfred Dunkel[4]
- 1933 Erhalt des Werner-von-Siemens-Ring[5]